# Àcid sulfènic

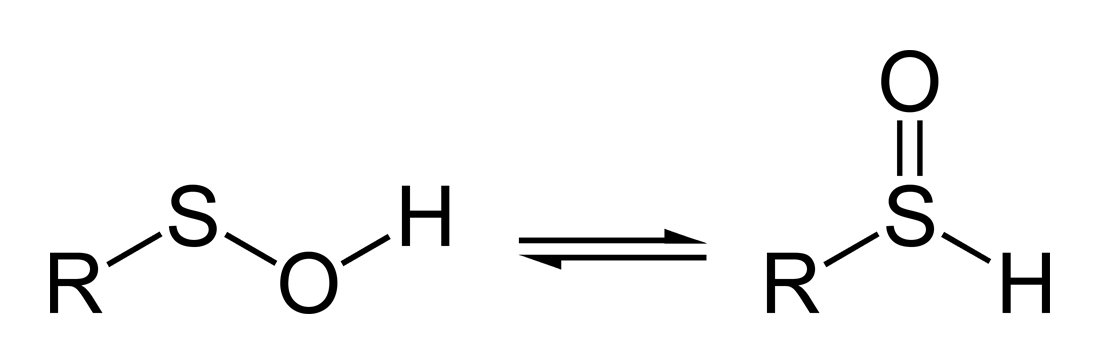
Mentre que els àcids sulfènics tenen el potencial de mostrar tautomerisme, l'estructura en l'esquerra predomina.

Un àcid sulfènic és un compost químic òrganosulfurat i un oxoàcid amb la fórmula general RSOH, on R ≠ H. És el primer membre de la família d'oxacids òrganosulfurats que també inclou àcids sulfínics i àcids sulfònics, RSO₂H i RSO₃H, respectivament

## Propietats
En contrast amb els àcids sulfínics i sulfònics, els àcids sulfènics simples, com l'àcid mettanosulfènic, CH₃SOH, són altament reactius i no es poden aïllar en solució. En la fase de gas el temps de vida de l'àcid metanosulfènic és només d'un minut. L'estructura gasosa de l'àcid metasulfènic s'ha comprovat que és CH₃–S–O–H. Els àcids sulfènics es poden estabilitzar amb efectes estèrics, els quals eviten que l'àcid sulfènic es condensi per formar tiosulfinats, RS(O)SR, com l'al·licina de l'all. L'estructura d'aquests àcids sulfènics estabilitzats és R–S–O–H.

## Formació i presentació
Els àcids sulfènics es produeixen per descomposició enzimàtica de l'al·liina i compostos relacionats pel dany en els teixits de l'all, la ceba i altres plantes dins del gènere Allium això produirà un seguit de reaccions i una irritació dels ulls amb llàgrimes. L'àcid 2-propenesulfènic, format a partir de l'al·licina, es considera responsable de la potent activitat antioxidant de l'all.

## Grup sulfenil
El prefix sulfenil en nomenclatura orgànica denota el grup funcional RS (R≠H), per exemple, un arilsulfenilpiridina Ar-S-Py.